# Grabado francés en el siglo XVII
El Grabado francés en el siglo XVII está marcado por el florecimiento de técnicas como el grabado y el buril y la invención de nuevas técnicas como la mezzotinta. Durante este período, Francia experimentó un desarrollo de esta técnica, aunque los Países Bajos dominaron el mundo europeo del grabado.

## Las técnicas

### Grabado en madera

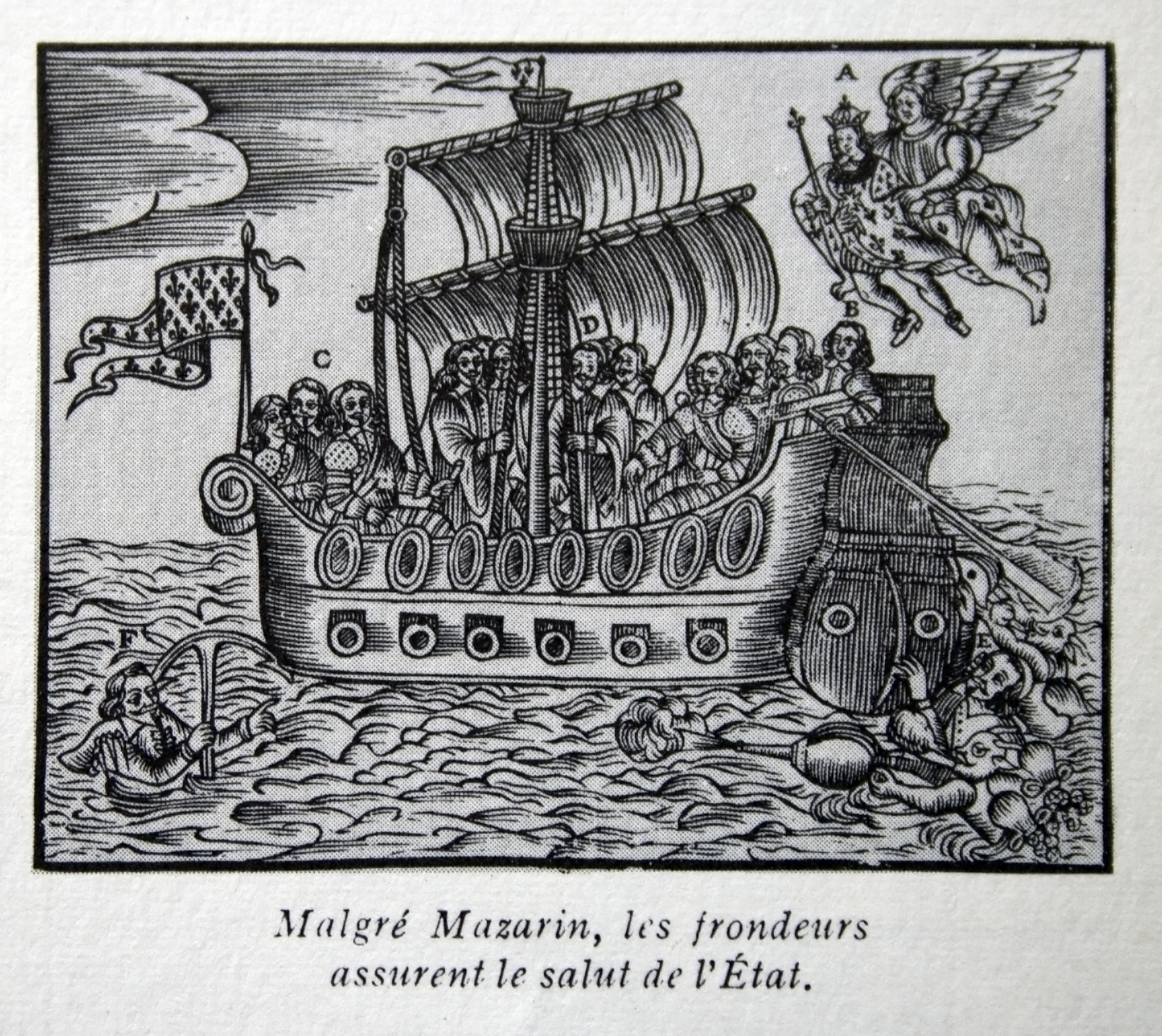
Ejemplo de mazarinada, grabado en madera,

Durante el XVII XVII Durante el siglo XIX, el grabado en madera (o xilografía) se enfrentó a una competencia cada vez más feroz por parte del grabado con cincel, que permitía una mayor delicadeza de la línea. Desde principios de siglo, se vuelve cada vez más escasa en el mundo editorial, primero para los libros científicos (desde principios de siglo) y luego para los libros finos (hacia 1630 en París, hacia 1650 en Lyon). Aunque la técnica recobró popularidad a finales de siglo para las grandes tiradas, las maderas utilizadas se reutilizaban a menudo desde el siglo XVI. No obstante, cabe destacar el proyecto editorial de Guillaume Desprez, impresor cercano a Port-Royal. Encargó un conjunto de xilografías específicamente para su edición del Antiguo Testamento, que apareció entre 1683 y 1708 .
Esta técnica también se sigue utilizando para producir grabados populares, como las mazarinadas, realizadas de forma masiva durante la Fronda. En efecto, al ser la xilografía una técnica de grabado en tamaño sobrante, permite una impresión más grande y más rápida que los grabados calcográficos.

### El cincel

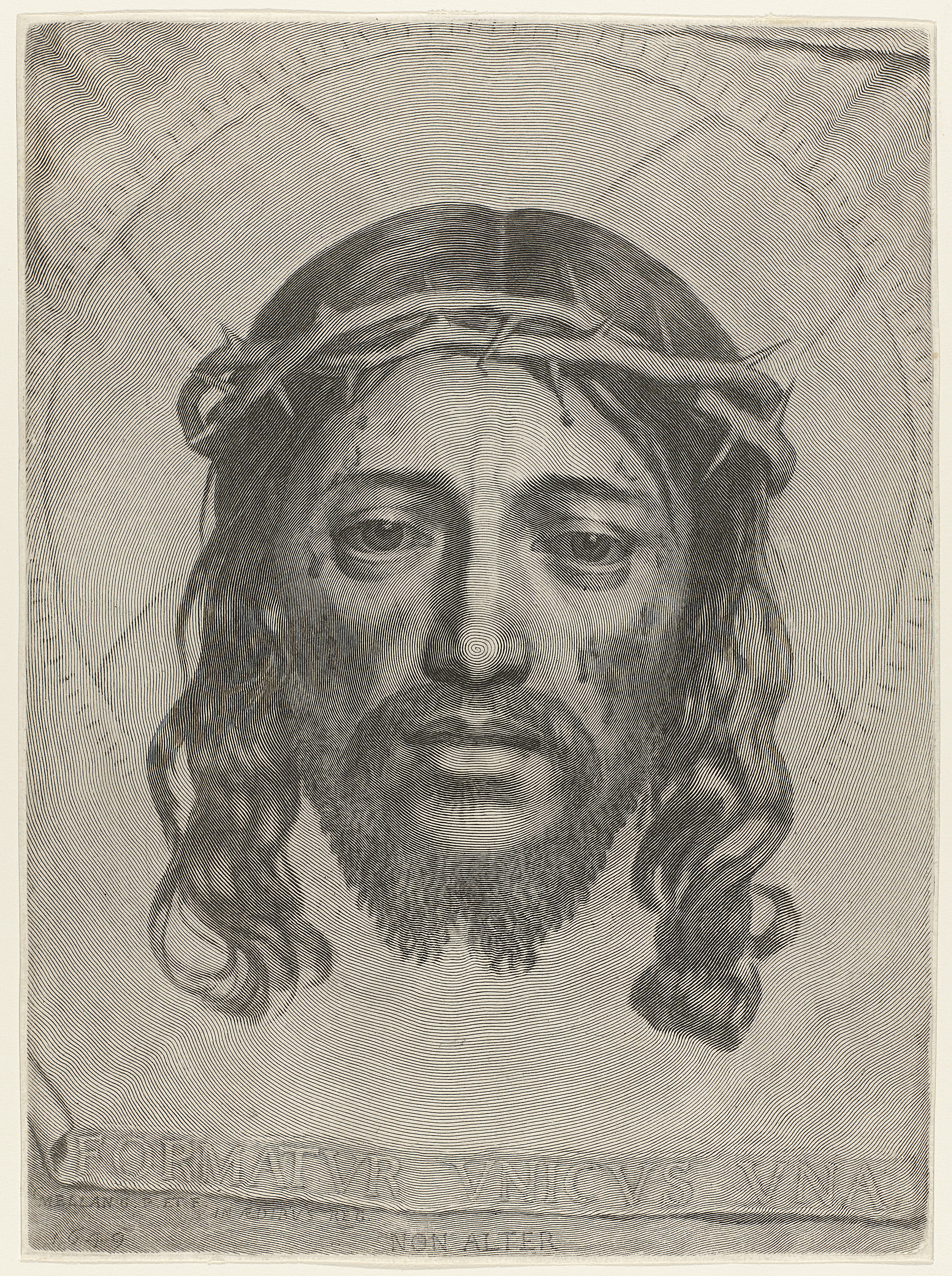
La Santa Faz, Claude Mellan, 1649, grabado, Biblioteca Nacional de Francia.

El grabado a buril apareció en el sur de Alemania hacia 1470 y experimentó un importante desarrollo a lo largo del XVIXVI. siglo. Sin embargo, en la primera mitad del XVII XVII siglo, se considera especialmente adecuado para la reproducción de pinturas. Este grabado de imitación a veces se realiza directamente en el taller del pintor. Este es, por ejemplo, el caso de Jacques Stella, cuyas sobrinas, Antoinette y Claudine Bouzonnet-Stella, así como su sobrino Antoine Bouzonnet-Stella, trabajan en su taller del Louvre y graban las obras de su tío, al tiempo que ejercen una actividad propia de pintor. y dibujante. La particularidad de esta organización familiar es que permite que dos grabadores tengan una producción reconocida, lo que todavía es raro en el XVII. siglo.
Sin embargo, el grabado inventivo al buril sigue existiendo, como lo demuestra la obra de Claude Mellan. Este grabador, hijo de un calderero y formado en Roma, se distingue por su gran habilidad técnica en el dominio del cincel. Así, creó la Santa Faz a partir de una espiral cuya variación en el grosor de la línea creó el dibujo.

### Grabando

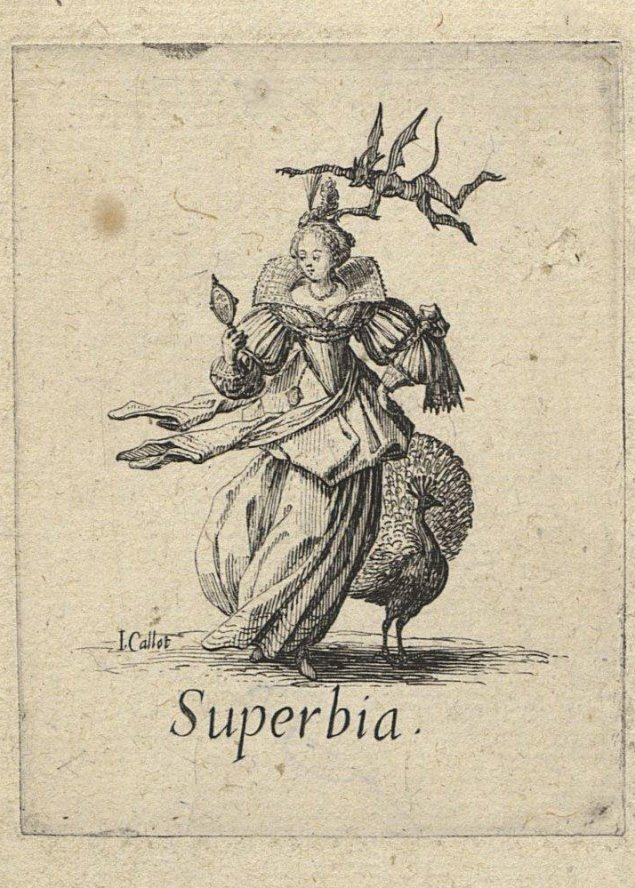
Envidia, hoja de la serie "Los siete pecados capitales", Jacques Callot, 1617-1620

Aunque se introdujo en Francia en la década de 1540 a través de la École de Fontainebleau, el grabado disfrutó de un éxito sin precedentes durante el siglo XVII. sto se debió a un mejor dominio de las técnicas de grabado, a la introducción de las planchas de cobre y, sobre todo, al descubrimiento del barniz duro. Se atribuye a Jacques Callot la creación de esta sustancia, más resistente al ácido y con la ventaja de no descascarillarse ni hundirse en los huecos, lo que permite obtener líneas más nítidas y precisas.
También introdujo el uso del "échoppe", una herramienta similar al buril, que permite variar el grosor del trazo.
Finalmente, el progreso en el dominio de la mordida permite el desarrollo de los semitonos. El desarrollo de esta técnica permite a los artistas grabar, hasta el punto de que no es necesario el difícil dominio del buril para practicar el grabado. Éste es por ejemplo el caso de Claude Lorrain, quien además de una importante producción de dibujos y pinturas realizó más de cuarenta grabados.

## Profesiones de imprenta
Para realizar un grabado, entran en juego varias profesiones: delineante, grabador, impresor, editor, comerciante, etcétera. A menudo, una misma persona puede desempeñar varias funciones (el grabador puede ser el delineante). A veces, varía en función del proyecto. No era raro que los grabadores fueran también editores y comerciantes. En el siglo XVII, como estas profesiones eran relativamente nuevas, algunos artistas practicaban también la pintura o la orfebrería junto con el grabado.

### Grabador
El grabador es la persona que crea la matriz utilizada para imprimir las estampas (tabla de madera grabada, placa de metal incisa o mortajada). Puede haber dibujado él mismo el motivo o haberlo tomado prestado de otro artista. En el siglo XVII, las nociones de invención o reproducción de un motivo aún no tenían el mismo valor que hoy (desde el siglo XIX, se valora más el acto de creación que el de ejecución). En aquella época, el acto de reproducción se consideraba un acto de interpretación. Para saber si un artista inventó o grabó un motivo, hay que fijarse en su firma (si existe).
- Si es el inventor del patrón, a su nombre le seguirá el término “invenit” (inventa), “pinxit” (pintado) o incluso “delineavit” (dibujado).
- Si es el grabador (reproducción, interpretación) del patrón, a su nombre le seguirá el término : “esculpir” (sculpta) o “incidit” (incisa).
- Finalmente, el término “fecit” (adecuación) plantea un problema porque es ambiguo y no permite decidir sobre el papel del autor.[10]

También hay que señalar que el estudio del Inventario de la Colección Francesa muestra que muchos grabadores tienen pocas estampas atribuidas. Esto puede explicarse por el hecho de que para muchos grabadores, el grabado no era más que una actividad secundaria. Es el caso, por ejemplo, de los orfebres que sólo graban para un proyecto concreto, de los aficionados que sólo graban por interés personal, para difundir una idea o como parte de su formación, o de los artistas o arquitectos que prueban esporádicamente el grabado, como por ejemplo Charles Le Brun.

#### Organización de la profesión.
Bajo el reinado de Luis XIV, asistimos a un verdadero desarrollo de la estampa y del oficio de grabador. Se plantea entonces la cuestión de cómo organizar la profesión.
En el siglo XVII, los oficios y las artes generalmente se organizaban en corporaciones. Estos últimos regulaban las profesiones fijando un numerus clausus, expidiendo un título de máster obligatorio para ejercer como profesional (que se obtiene tras una formación) y solicitando una remuneración a sus afiliados. Un gremio de grabadores habría protegido sus habilidades, pero no habría fomentado la libertad creativa. Además, este tipo de sistema habría relegado el grabado a un oficio, mientras que algunos grabadores pretendían ser artistas (siguiendo la misma lógica que el debate sobre el estatuto de los pintores y escultores que sacudió el Renacimiento). Además, si el arquitecto François Mansart y el grabador Robert Nanteuil querían la creación de la corporación, Luis XIV se pronunció en contra, favoreciendo el dinamismo de la libertad de creación.
Así, a pesar de varios intentos de someter a los grabadores al sistema societario, obtuvieron oficialmente la libertad de su profesión con la decisión del Consejo de Estado de San Juan de Luz, el 26 de mayo de 1660. Esta ley establece el grabado como un arte liberal y garantiza a los grabadores su independencia de cualquier sistema corporativo. Esta norma fue respetada durante todo el reinado de Luis XIV por grabadores y comerciantes de estampas. Sólo los impresores de calcografía se organizaron en una comunidad durante el año 1677.
Sin embargo, varios grabadores, impresores y comerciantes de París se unieron para formar la Confrérie de Saint-Jean. Esto les permitió ayudarse mutuamente sin pasar por el Compagnonnage. Podían formar un sindicato, ayudar a los huérfanos de los grabadores o nombrar a alguien que se ocupara de los presupuestos de la comunidad. También hubo muchos matrimonios entre familias de grabadores, impresores y editores. Las mujeres también desempeñan un papel activo en los talleres de grabado.

#### Academia
Por primera vez, en 1663, un grabador ingresó en la Real Academia de Pintura y Escultura en su calidad de grabador (y no como profesor de perspectiva como Abraham Bosse en 1650 por ejemplo). Bajo el ministerio de Colbert, diecisiete grabadores se unieron a las filas de los académicos, en particular : François Chauveau, Gilles Rousselet, Grégoire Huret, Pierre Louis Van Schuppen, Guillaume Chasteau, Etienne Picard, Guillaume Valet, Entre los primeros en alcanzar este estatus se encontraban familiares de Charles Le Brun, primer pintor del rey y director de la fábrica Gobelins. Este último era particularmente sensible a este arte, siendo su hermano (Gabriel Le Brun) y su cuñado grabadores. Por ello se rodeó rápidamente de grabadores interpretativos, es decir, que interpretaban sus obras en grabado, como Gilles Rousselet, y los instaló con él en la fábrica de Gobelins.
Esta integración era importante porque permitía a los grabadores legitimar su condición de artistas y no de artesanos. Algunos incluso fueron nombrados grabadores ordinarios del rey. (Etienne Baudet, Claude Mellan, Sébastien Leclerc, Robert Nanteuil, etc.).
Sin embargo, esta legitimación del estatus artístico de los grabadores no se produce sin enfrentamientos. En 1686, el pintor Van der Meulen exigió que los pintores y escultores se sentaran en la primera fila de la clase de asesores, mientras que los grabadores, artistas de segunda categoría, ocupaban su lugar en la segunda fila. Además, tras la muerte de Colbert, el nuevo ministro Louvois fomentó mucho menos la integración de los grabadores en la academia. Los únicos que serán admitidos serán como parte de la sustitución de un grabador fallecido. No fue hasta 1699 que se creó un nuevo lugar dedicado a este arte.

#### Movilidad internacional
A principios del siglo XVII, el grabado francés se encontraba en la encrucijada del grabado flamenco, holandés e italiano. Entre 1598 y 1639, doce grabadores holandeses y treinta flamencos trabajaron en la capital francesa. Algunos de estos artistas hacen escala en París, en la carretera que une Italia y el norte de Europa. Es por ejemplo el caso de Charles de Mallery, un grabador de Amberes, que tras una estancia en Roma, se encontró en París en los albores del XVII. siglo, donde realizó imágenes y retratos devocionales, antes de regresar a su ciudad natal en fecha desconocida. Para los grabadores flamencos, debido a la agitación política en su región, muchos se establecieron permanentemente en París
Muchos artistas franceses pasaron una estancia en Roma, como Claude Mellan, que completó allí su aprendizaje y comenzó allí su carrera antes de regresar a Francia por motivos que aún desconocemos. Durante su estancia conoció a Simon Vouet, pintor francés que residió en la ciudad italiana y desarrolló una técnica de grabado que permitió ilustrar fielmente la representación de la escultura. Jacques Callot también pasó una estancia en Roma, que fue para él motivo de emulación.
Bajo el reinado de Luis XIV, existe una verdadera voluntad política de hacer de París la capital europea del grabado.

### Editor
Los editores son los responsables de un proyecto de impresión, desde el grabado hasta la impresión y distribución. Son ellos quienes organizan los distintos oficios en torno al proyecto (y quienes a veces realizan ellos mismos algunas etapas).
En el siglo XVII existieron auténticas dinastías de editores. Por ejemplo, Madeleine de Collemont se casó sucesivamente con François Langlois dit Chartres y luego con Pierre II Mariette. Sus hijos se convertirían en los dos editores más poderosos de su época. : Nicolás I Langlois y Jean Mariette.
A medida que crecía la reputación de los grabados franceses a lo largo del siglo XVII, los editores establecieron grandes puntos de venta y vendieron miles de grabados en el extranjero.
En algunos casos, como el grabado popular, el nombre del editor puede ser más conocido que el del grabador, que no se indica.

## El poder de Luis XIV y el grabado.

### Apoyo de Colbert y Luis XIV

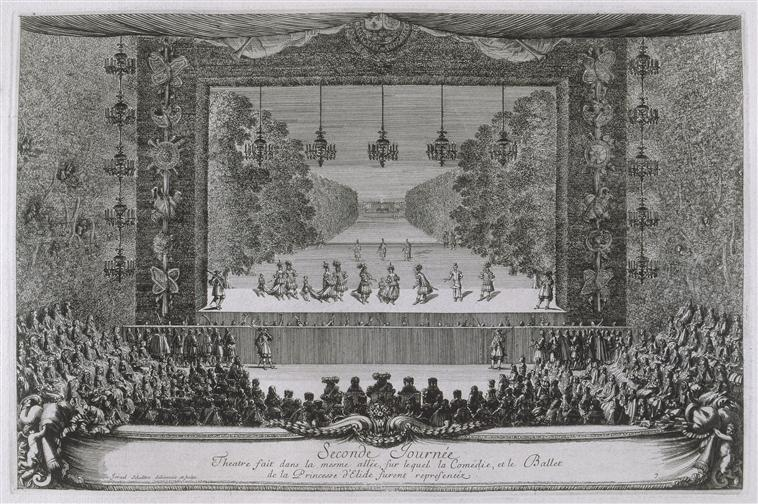
Grabado que ilustra el segundo día del festival Isla de los Placeres Encantados

El interés de Luis XIV por el grabado, un arte todavía relativamente joven en Francia, era sobre todo político. El rey lo ve como una forma de extender su poder y establecer su política. También llegó a probar una imprenta calcográfica en el impresor Jean Goyton el 5 de diciembre de 1681. Teniendo esto en cuenta, Colbert organizó la difusión de la imagen del monarca. Los grabados mostraban retratos del Rey Sol, representándolo bailando o en campaña militar. También muestran los nuevos monumentos construidos a la gloria del rey en las principales ciudades del país. Una de las campañas calcográficas más importantes organizadas por el ministro fue para ilustrar las celebraciones de los Plaisirs de l'Île Enchantée, que tuvieron lugar del 7 al 13 de mayo de 1664.

### Privilegios
Los grabadores pueden pedir al rey un privilegio, es decir un derecho especial. En el caso de los grabadores, se trata de proteger legalmente un motivo grabado contra la falsificación. Para ello, es necesario presentar el modelo ante el Estado, que luego distribuye copias a las distintas instituciones interesadas, como la Biblioteca del Rey. Esto garantiza al grabador el monopolio del motivo reproducido. Este privilegio estaba sujeto al pago de una tasa, excepto para los miembros de la Académie y los artistas con estudios en las galerías del Louvre.

### Control de impresiones
El apoyo de Luis XIV y de Colbert, así como la libertad dejada a la profesión, no eximieron a los grabadores de la censura establecida por el poder real. Por ejemplo, desde 1677 estaba prohibido grabar castillos y pinturas pertenecientes al rey sin autorización previa. La vigilancia de las publicaciones es estricta. Por ejemplo, en 1694 circuló una imagen que representaba a Luis No sólo la imagen fue prohibida, sino que el encuadernador y el impresor también fueron ahorcados el 19 de noviembre de 1694 en la plaza de Grève, mientras que el grabador sólo debió su salvación a su apresurada huida. En general, los grabadores e impresores son especialmente vigilados y expuestos a ser encarcelados, como Nicolás II de Larmessin.

## El mercado de la impresión
Para vender las estampas se utilizaron dos redes: libreros y comerciantes ambulantes. Estos últimos estaban autorizados a vender almanaques y libros destinados a aprender a leer. Eran poco apreciados por las autoridades, en particular porque su movilidad dificultaba el control de la censura.

### Los coleccionistas
En el siglo XVII surgió el tópico literario del coleccionista maniático de estampas, popularizado por La Bruyère. Aunque caricaturizada, esta imagen ilustra un fenómeno que se desarrolló a lo largo del siglo: el de los coleccionistas de grabados. Quien poseyó la colección más importante bajo el reinado de Luis XIV fue el abad de Marolles, que reunió más de 123.400 grabados. Este fenómeno coleccionista fue fomentado por el rey, cuando compró la primera colección del abad en 1666 Las estampas reunidas constituyen a menudo una colección heterogénea, aunque es posible constatar la preponderancia de ciertos temas, como los retratos. No obstante, hay coleccionistas que utilizan la estampa como soporte documental, como Roger de Gaignières, que dedicó toda su vida al estudio de las genealogías de la nobleza.

## Los temas principales

### Grabados interpretativos
Muchos grabados eran interpretaciones de obras pintadas. Puede tratarse de temas religiosos, con grabados convertidos en medios devocionales, o de retratos de políticos (sobre todo de la familia real), que difundían su imagen y su poder por todo el país. El trabajo del grabador consistía en "interpretar" la imagen pintada. Debía elegir qué detalles simplificar (dependiendo del nivel de precisión del grabado), cómo plasmar los matices de color y el estilo del artista utilizando únicamente el blanco y negro. Entre los grabadores interpretativos más conocidos, encontramos a Sébastien Leclerc, Pierre Lepautre, Jean-Baptiste Corneille.
Es un tipo de grabado muy reconocido. Después de Antoine Masson, todos los grabadores admitidos en la Academia serán grabadores interpretativos.
Algunos de estos grabadores organizaban sus talleres como una fábrica. Robert Nanteuil, por ejemplo, hacía trabajar a varios grabadores en la misma plancha, cada uno según lo que mejor sabía hacer (vegetación, cielo, etc.).

### Placas y modelos de moda (artes decorativas, arquitectura, etc.)
Certains de ces graveurs organisaient leur atelier comme une usine. Robert Nanteuil, par exemple, fait travailler plusieurs graveurs sur la même plaque, chacun selon ce qu'il fait de mieux (végétation, ciel, etc.).
Entre este tipo de estampados, los más conocidos son los estampados de moda cuyo crecimiento se basa en el apoyo del Mercure Galant. A partir de 1690, la revista publicó grabados de los hermanos Bonnart que tomaron como modelo a aristócratas posando como modelos y difundieron la moda francesa a nivel internacional, producción que tuvo un largo éxito.
También hay vistas de jardines franceses, fachadas arquitectónicas, modelos de ornamento y arte decorativo...

### Estampados populares
El término popular se refiere más al tema que al público objetivo. Además del período de la Fronda, marcado por un florecimiento de las caricaturas, la estampa se caracteriza por una calma en el XVII. siglo. Los temas explotados por los grabados populares son principalmente la gente corriente y su vida cotidiana. De hecho, la censura monárquica se ejerce sobre la edición del grabado, excluyendo así cualquier crítica política, a menos que esté dirigida contra naciones extranjeras rivales como España o las Provincias Unidas. Cabe señalar también que no se conservan copias pornográficas, aunque es probable que estuvieran en circulación copias de producción que datan del siglo XVI.
Este tipo de estampado busca transmitir un mensaje moral en tono serio o humorístico denunciando los vicios de la naturaleza humana como la avaricia, la gula y el lujo. La tradición de recopilar proverbios con una finalidad moralizante se remonta a la Edad Media. La moraleja que transmiten estas obras suele adoptar la forma de un texto breve o de frases aisladas arraigadas en la vida cotidiana del espectador.

#### La colección de los refranes más famosos.
La colección de los proverbios más ilustres es una obra publicada por Jacques Lagniet en 1657 y luego reeditada varias veces a lo largo del XVII. siglo. Esta obra consta de tres libros de unas cuarenta láminas cada uno. : Refranes morales, Refranes alegres y agradables y La vida del mendigo en refranes. Las láminas publicadas están inspiradas en conocidos refranes y transmiten la moral popular.

Estos grabados constituyen una fuente esencial para comprender la iconografía popular de mediados del siglo XVII. Aunque esta colección ha sido ampliamente utilizada con fines históricos desde el siglo XIX, el estudio artístico de estas láminas aún no se ha completado.

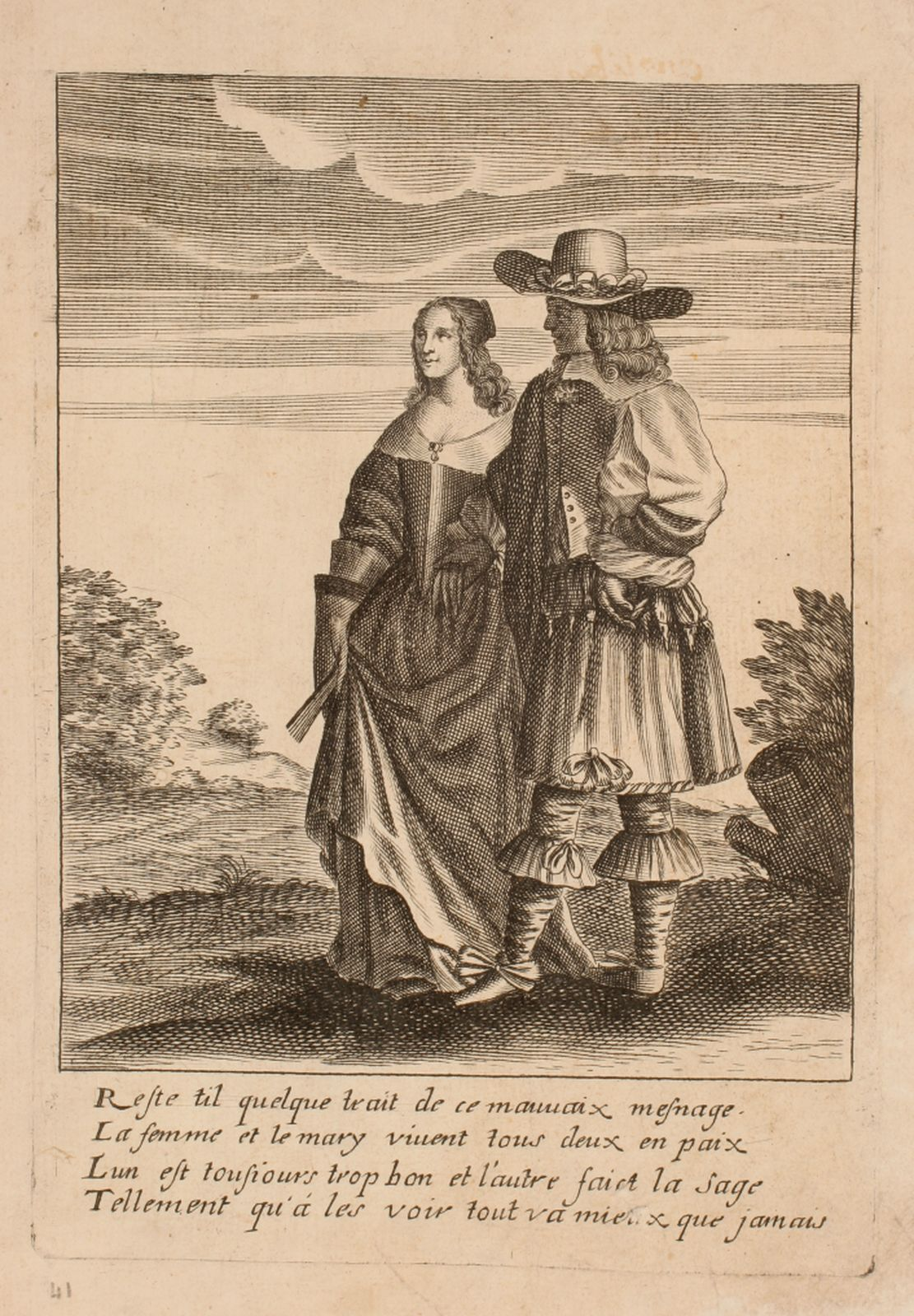
¿Queda algún rasgo malo en el hogar? Pieza sin numerar losseciente alLibro de Proverbios. París, Jacques Lagniet, 1657-1663
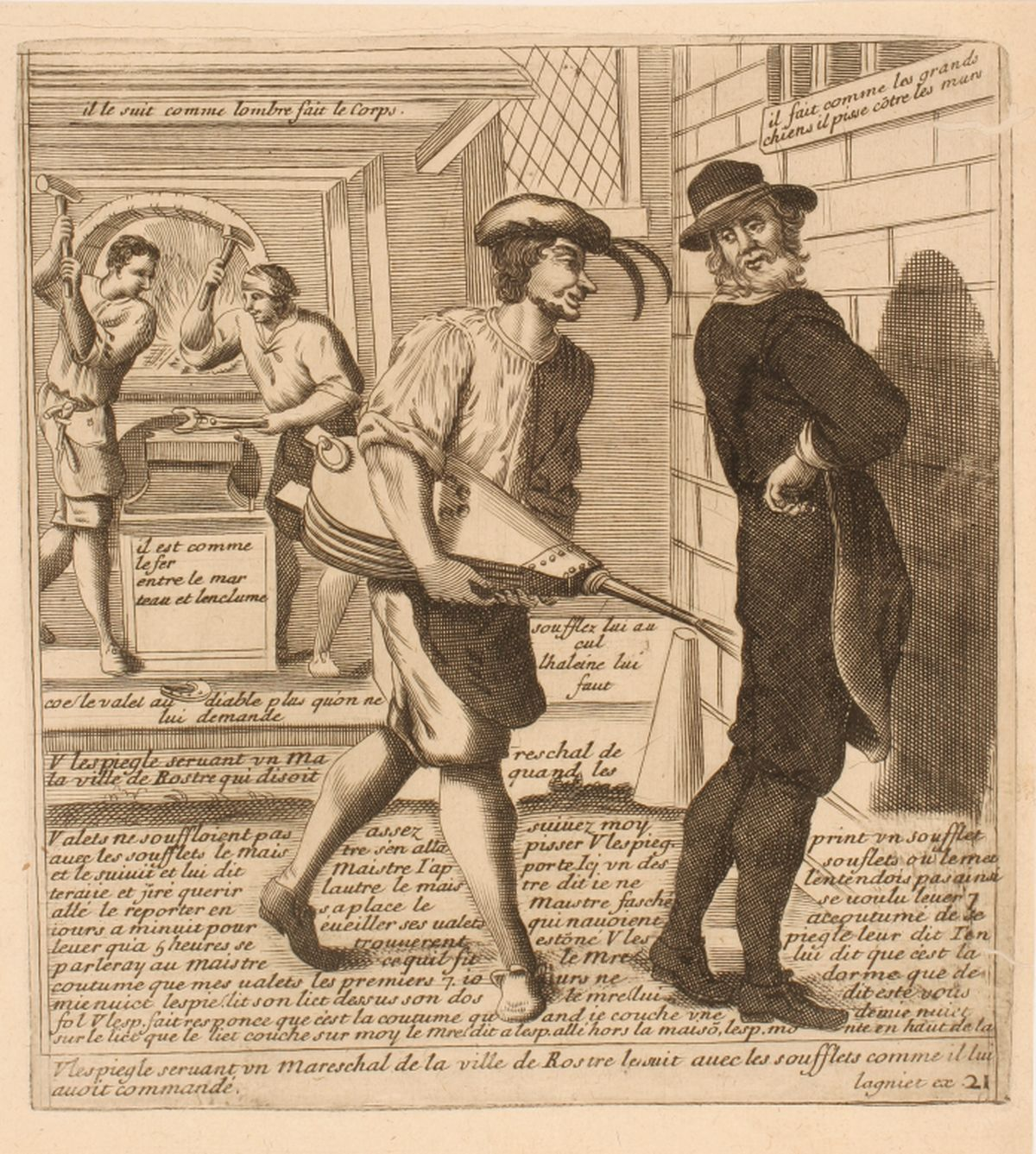
Vlespiegle se desempeñó como Marescal de la ciudad de Rostre.Pieza perdida reciente alLibro Cuarto de Proverbios, dedicado a la "Historia de la vida de Tiel Wlespiegle". París, Jacques Lagniet, 1663
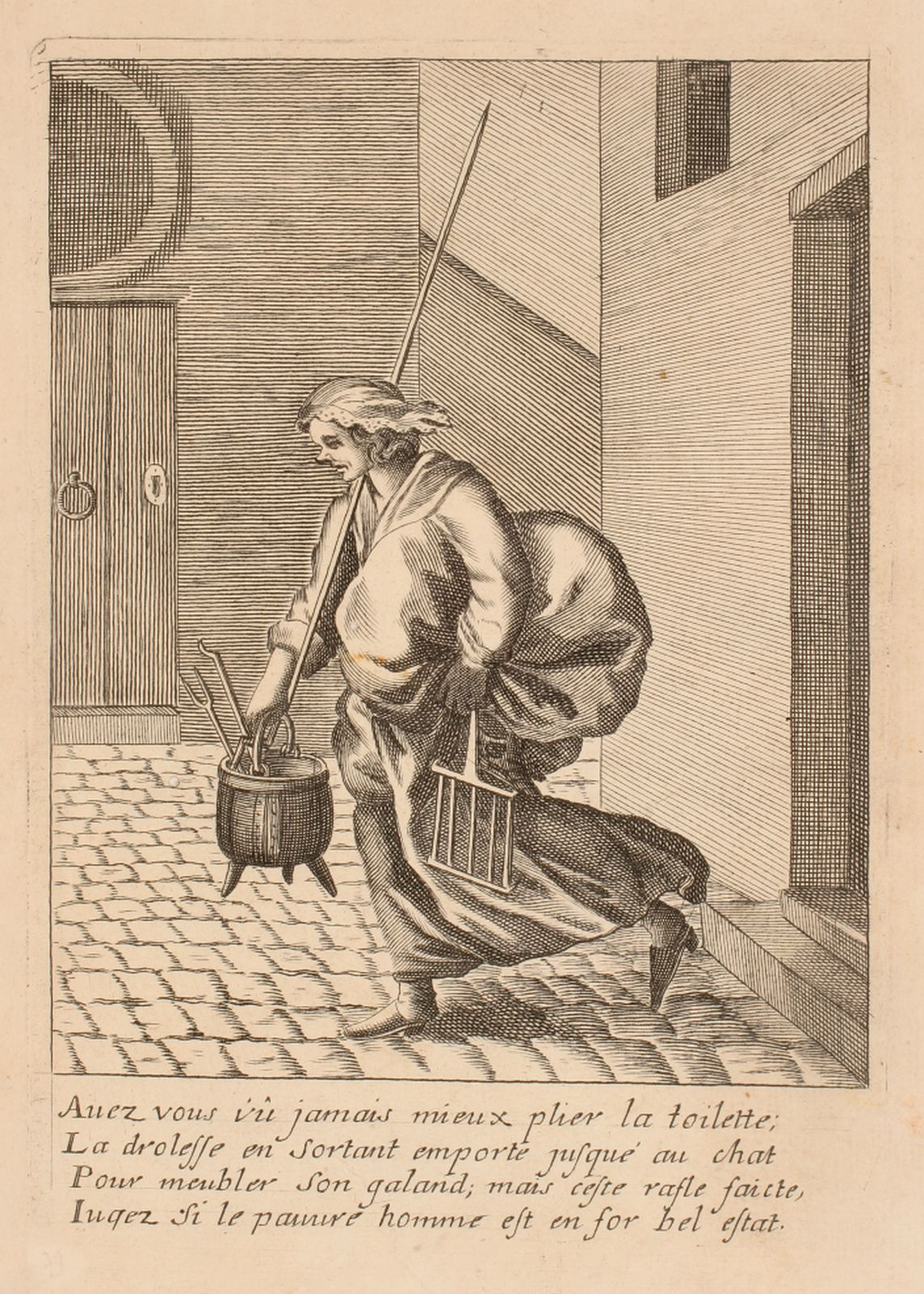
¿Alguna vez se ha duplicado mejor inodoro?? Pieza sin numerar losseciente alLibro de Proverbios, París, Jacques Lagniet, 1657-1663

#### Almanaques

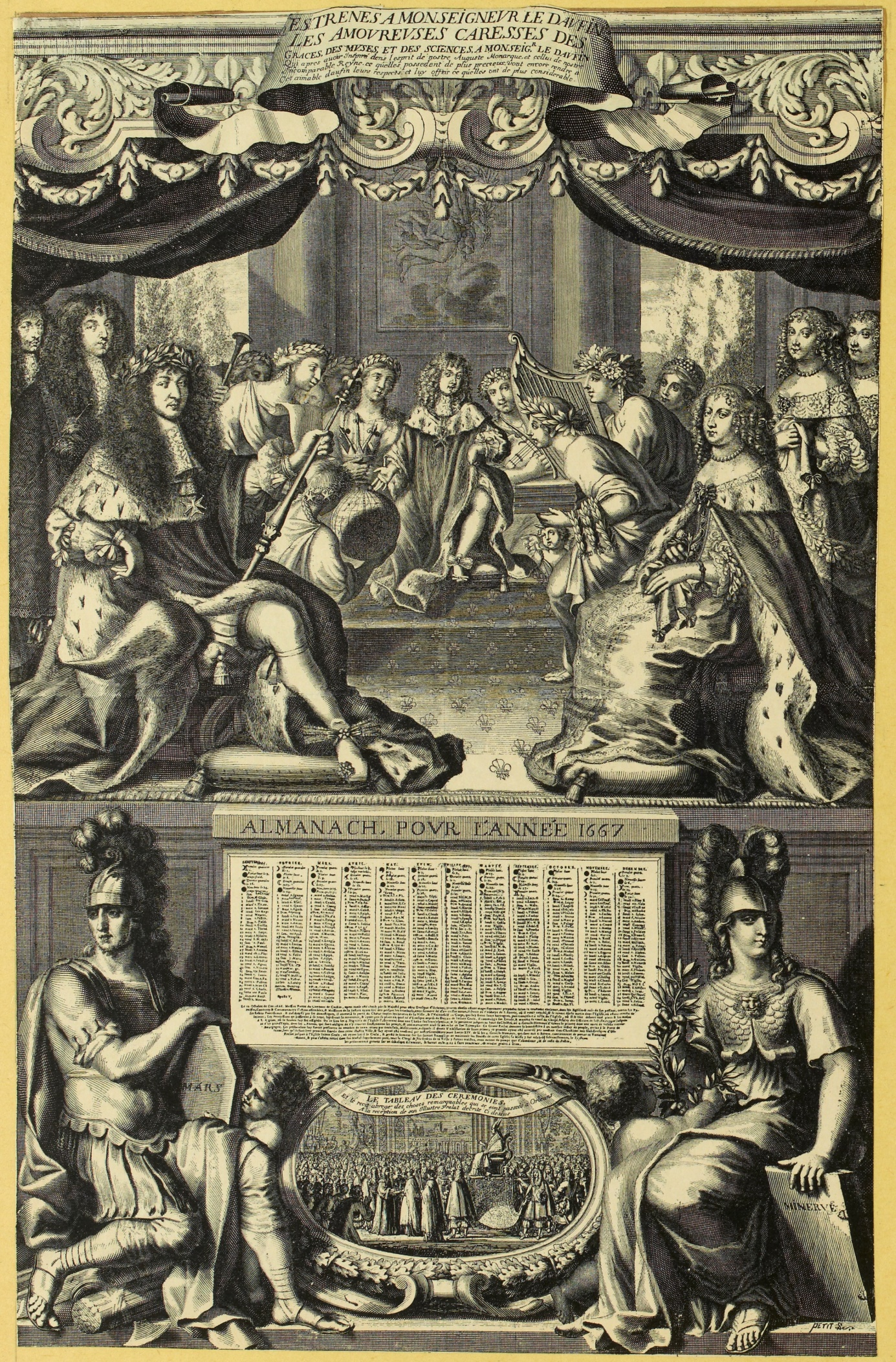
Almanaque del año 1667 publicado por Nicolas Regnesson que representa los regalos de Año Nuevo del Delfín.

Otra producción muy de moda en la época fue el almanaque. A principios de siglo, los almanaques solían tener forma de folletos, que indicaban fiestas litúrgicas, ferias, sesiones parlamentarias o incluso diversas predicciones. Luego se imprimen en papel de baja calidad y se ilustran con xilografía.
En la segunda mitad del siglo XVII comenzaron a florecer los almanaques murales. Este auge fue alentado por la monarquía, que veía en este medio un medio eficaz para difundir una imagen laudatoria del poder. Esta voluntad política explica el papel cada vez más importante que desempeñan las imágenes a partir de la década de 1660. Estas imágenes fueron dibujadas a menudo con tres o cuatro manos y producidas alrededor de la rue Saint-Jacques de París. La mayoría de las veces, el calendario se transmite a un cartucho en la parte inferior del almanaque. Estos últimos son cada vez más grandes, a veces son coloridos y los de buena calidad se exportan al extranjero. Luego estaban destinados a la burguesía.
El papel político del almanaque llevó a un particular escrutinio de los editores, que podían ser condenados a prisión si las imágenes disgustaban a la monarquía.

### Decoración de objetos

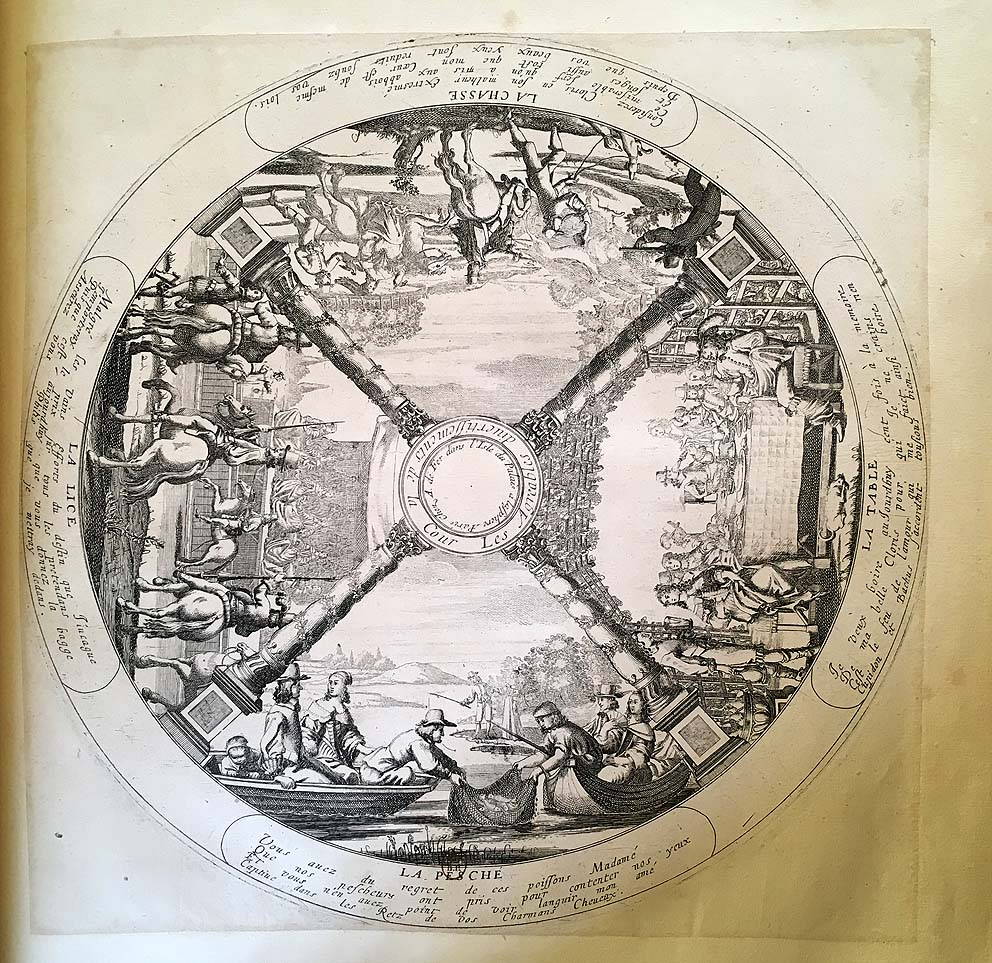
Los agradables entretenimientos de la corte, biombo redondo atribuido a François Chauveau, c. 1640, BnF, ed. 44 res. t. 3, pág. 152

Durante el siglo XVII, el grabado se utilizó para decorar objetos de papel de forma económica. Esto se aplica especialmente a las mamparas de mano y a las mamparas de chimenea. Como estos objetos no estaban destinados a ser conservados, casi todos se han perdido. Sin embargo, a menudo se representaban en grabados, por lo que esta mise en abyme permite estudiar esta producción. Estos grabados representaban temas muy variados: mitología, escenas de obras de teatro o novelas, o incluso temas prosaicos relacionados con las clases populares. Por ejemplo, el "Molinero con cordero", personaje pintoresco conocido por sus borracheras y ridiculeces, fue representado por Antoine Fer en pantallas destinadas a damas distinguidas.

## Principales actores del mundo de la impresión

### Lista de grabadores XVII XVII siglo
- Abraham Bosse (1602 o 1604 - 1676), grabador y aguafuerte, es especialmente conocido por sus grabados científicos y arquitectónicos.
- Claude Mellan (1598 - 1688), se distingue por su gran dominio del cincel.
- François Chauveau (1613 - 1676), se dedicó principalmente a la ilustración de libros impresos, religiosos o profanos, colaborando notablemente con numerosos autores contemporáneos de él.
- Jacques Bellange (1575 - 1616), grabador y pintor lorena, realizó en particular retratos y grotescos de estilo barroco.
- Jacques Callot (1592 - 1635), prolífico grabador de Lorena, es considerado uno de los maestros del grabado.
- Jacques Dassonville (1619 - 1670), grabador, sus obras representan a menudo a personas de las clases trabajadoras o marginadas.
- Claude Goyrand (1610-1662), diseñador, pintor y grabador de vistas y perspectivas de París y sus alrededores.
- Jean Lepautre (1618 - 1682), grabador de ornamentos y modelos, está muy influenciado por Italia.
- Robert Nanteuil (1623 - 1678), grabador y pastelero, su obra se compone principalmente de retratos.
- Sébastien Leclerc (1637 - 1714), originario de Lorena, también se formó como ingeniero y concede gran importancia a la geometría en sus grabados.

### Lista de editores delsigloXVII
- Los Poilly (François de Poilly), su producción se concentra principalmente en grabados según los maestros, retratos y almanaques.
- Los Bonnart (Henri Bonnart, Nicolas Bonnart ...), están especializados en grabados de moda.
- los Landry (Pierre Landry ), son particularmente conocidos por sus estampas monumentales.
- Jacques Lagniet (hacia 1600 o 1620 - 1675), fue el principal editor de grabados populares del siglo XVII.

## Artículos relacionados
- Técnicas de grabado
- Grabado
- Lista cronológica de grabadores franceses